# Merbo Lama
Merbo Lama is een bestuurslaag in het regentschap Aceh Utara van de provincie Atjeh, Indonesië. Merbo Lama telt 394 inwoners (volkstelling 2010).